# Zingiber simaoense
Zingiber simaoense är en enhjärtbladig växtart som beskrevs av Y.Y.Qian. Zingiber simaoense ingår i släktet Zingiber och familjen Zingiberaceae. Inga underarter finns listade i Catalogue of Life.